# 라스미 단두 스타디움
라스미 단두 스타디움(디베히어: ޤައުމީ ފުޓްބޯޅަ ދަނޑު)은 몰디브의 수도 말레에 위치한 다목적 경기장으로 주로 축구 경기장으로 사용되고 있으며 몰디브 축구 국가대표팀과 몰디브 디베히 리그의 소속팀들의 홈 구장이기도 하다. 또한 수용 가능 인원은 11850명이며 2014년 AFC 챌린지컵의 개최 경기장으로 사용되기도 했다.

## 2014년 AFC 챌린지컵일정
| 날짜            | 시간 (UTC+3) | 팀 #1          | 결과         | 팀 #2        | 대회    | 관중 |
| --------------- | ------------ | -------------- | ------------ | ------------ | ------- | ---- |
| 2014년 5월 19일 | 16:00        | 팔레스타인     | 1-0          | 키르기스스탄 | A조     | 500  |
| 2014년 5월 19일 | 21:00        | 몰디브         | 2-3          | 미얀마       | A조     | 8300 |
| 2014년 5월 21일 | 16:00        | 미얀마         | 1-0          | 팔레스타인   | A조     | 600  |
| 2014년 5월 21일 | 21:00        | 키르기스스탄   | 0-2          | 몰디브       | A조     | 8000 |
| 2014년 5월 23일 | 21:00        | 몰디브         | 0-0          | 팔레스타인   | A조     | 8300 |
| 2014년 5월 24일 | 16:00        | 투르크메니스탄 | 2-3          | 필리핀       | B조     | 500  |
| 2014년 5월 27일 | 15:30        | 팔레스타인     | 2-0          | 아프가니스탄 | 준결승  | 500  |
| 2014년 5월 27일 | 21:00        | 필리핀         | 3-2          | 몰디브       | 준결승  | 8300 |
| 2014년 5월 29일 | 21:00        | 아프가니스탄   | 1-1 (7-8 PK) | 몰디브       | 3·4위전 | 6500 |
| 2014년 5월 30일 | 21:00        | 팔레스타인     | 1-0          | 필리핀       | 결승전  | 6500 |